# Olivetti Summa Prima 20
La Summa Prima 20 era una addizionatrice meccanica manuale scrivente costruita dalla Olivetti a partire dal 1960, su progetto di Natale Capellaro per la parte meccanica e Marcello Nizzoli per il design.
La macchina sostituiva la Olivetti Summa 15, progettata dagli stessi Capellaro e Nizzoli, ed affiancava la Summa Quanta 20, che ne era la versione motorizzata.
La macchina era pensata per un pubblico di commercianti e ragionieri e in particolare per chi, come gli ambulanti, non poteva usare l'energia elettrica e dava maggior importanza all'economicità (di acquisto e gestione), alla portabilità e alla maneggevolezza che alle prestazioni.
Fu costruita fino al 1974 circa.
Era anche nota semplicemente come "Summa 20" o "Prima 20".  Le macchine prodotte dalla Hispano Olivetti erano denominate "Restysuma 20".

## Caratteristiche
- Calcolatrice meccanica manuale scrivente
- Tastiera: ridotta con zeri multipli
- Operazioni: addizione, sottrazione
- Saldo negativo: si
- Capacità d'impostazione: 10
- Capacità totale: 11
- Funzioni speciali: no
- Carrozzeria: materiale plastico con coperchio metallico sollevabile
- Colori: verde-azzurro con coperchio nero
- Larghezza: 18,5 cm
- Altezza: 13,5 cm
- Profondità: 28,5 cm
- Peso: 4,0 kg
- Larghezza rotolo di carta: 60 mm

Essendo erede della Summa 15, è stato ripreso il meccanismo a quattro vie (un vero e proprio joystick, progettato e brevettato proprio da Natale Capellaro) per i comandi del totale generale, parziale, non calcola, e sottrazione.
Pur essendo un'addizionatrice basata sulla somma algebrica, era capace di svolgere anche moltiplicazioni e divisioni eseguite come ripetizioni di somme e sottrazioni.
La macchina si caratterizza per il peso basso per l'epoca, grazie alla carrozzeria in materiale plastico e non più metallico.
È interessante notare come questa macchina segni il passaggio dalle linee tondeggianti tipiche della fine degli Anni '40 al periodo della cosiddetta "sfaccettatura cristallina".

## Funzionamento
La Summa Prima 20 fu prodotta in due versioni: la prima (fino al 1972) era caratterizzata da tastini tondi, selettore dei comandi e fondo in metallo, mentre la seconda da tastini quadrati, selettore dei comandi e fondo in plastica.
Le addizioni vengono eseguite in maniera diretta, ossia basta inserire l'addendo con la tastiera e tirare la manovella; si procede in maniera analoga per le sottrazioni, ma bisogna impostare il joystick sulla posizione "-" prima di tirare la manovella. Per ottenere il totale, basta selezionare con joystick il totale generale o parziale, e poi tirare la manovella. 
La macchina può eseguire anche delle moltiplicazioni, impostate come somme ripetute dello stesso addendo tramite l'azione del tasto "x", ed analogamente divisioni, impostando contemporaneamente "x" e "-" (e bloccando la sottrazione con la apposita levetta).
La leva "C" costituisce l'annullatore ed è a duplice funzione: facendola scorrere verso l'alto funge da annullatore totale, mentre verso il basso da parziale, eliminando una cifra per volta.

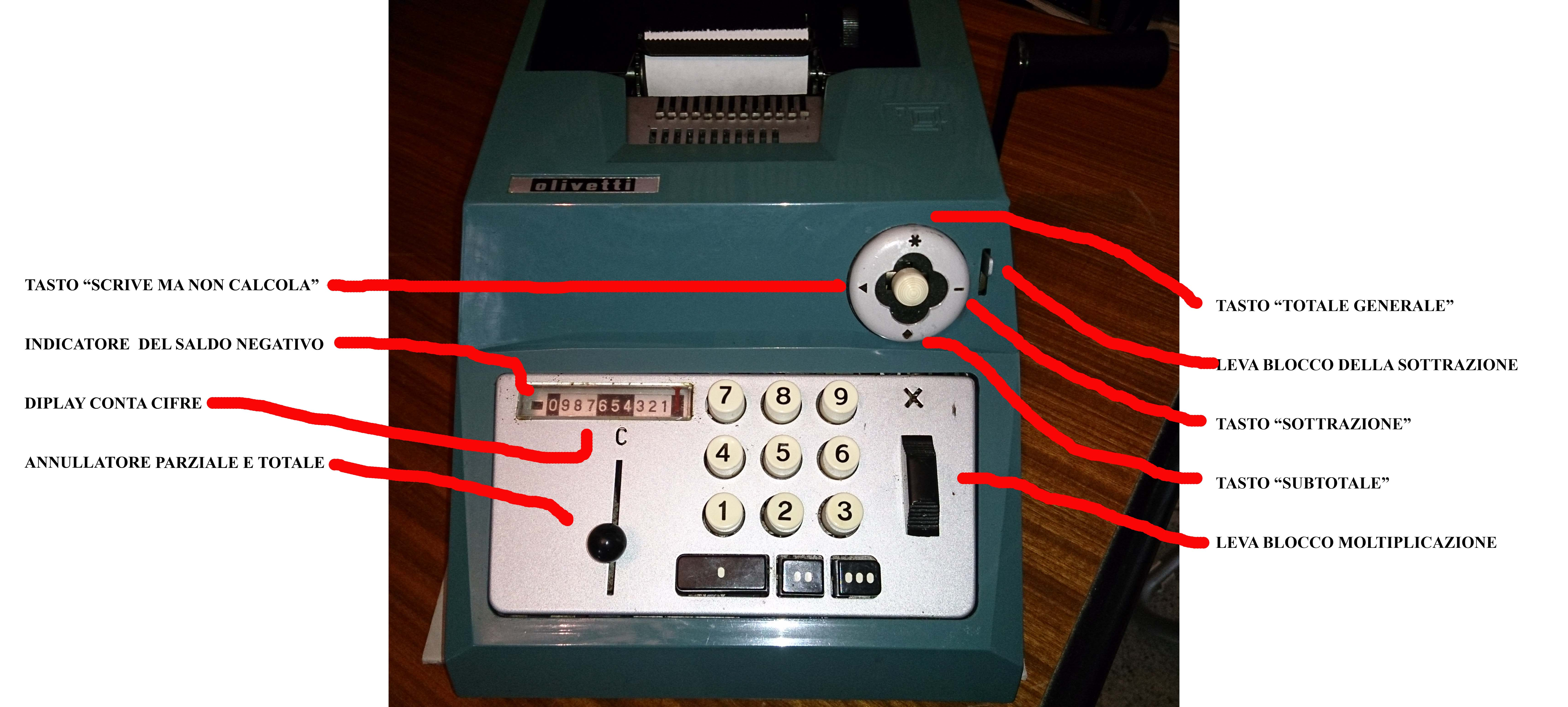
Il quadro comandi della prima versione
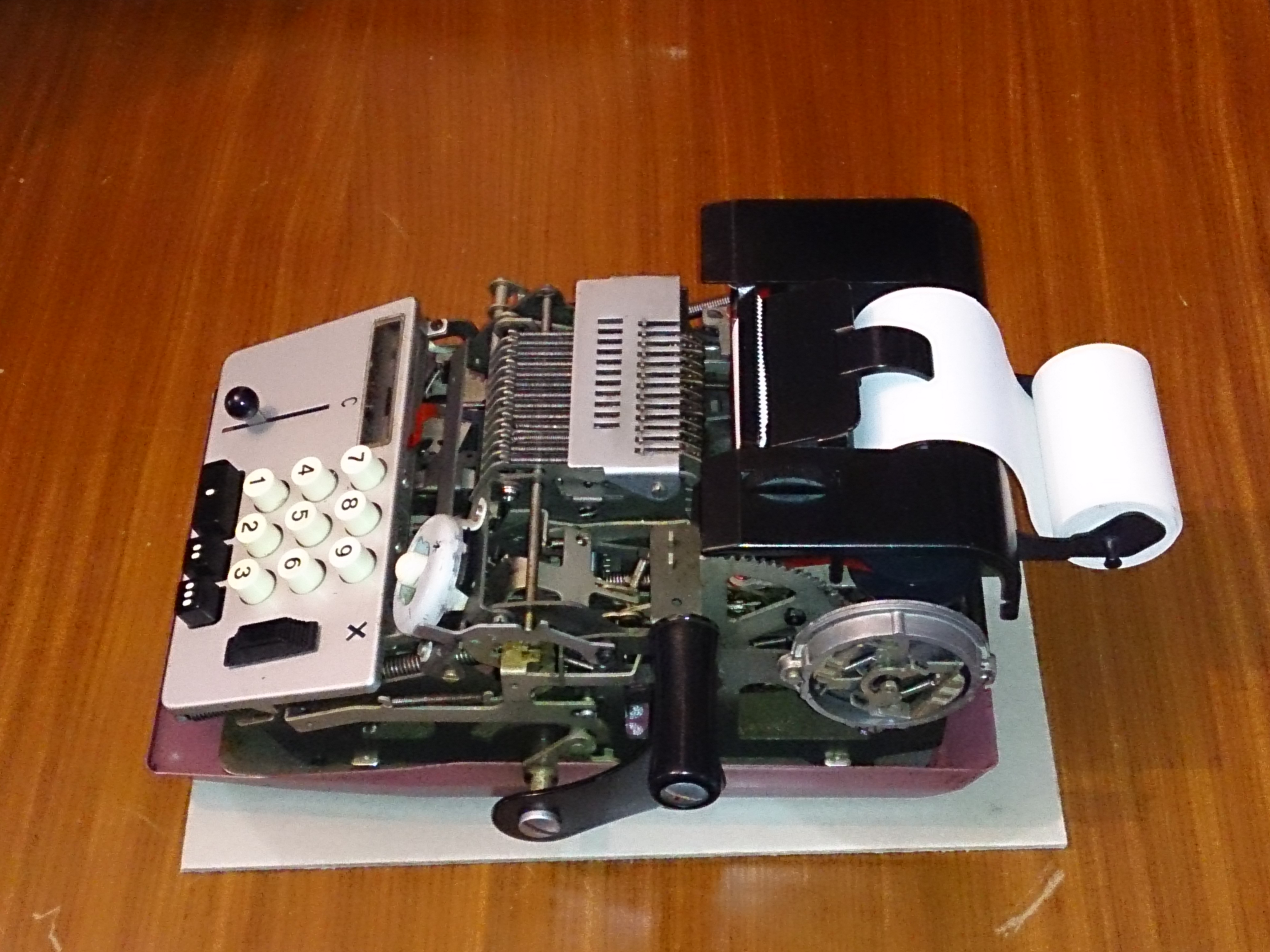
Vista dei meccanismi interni
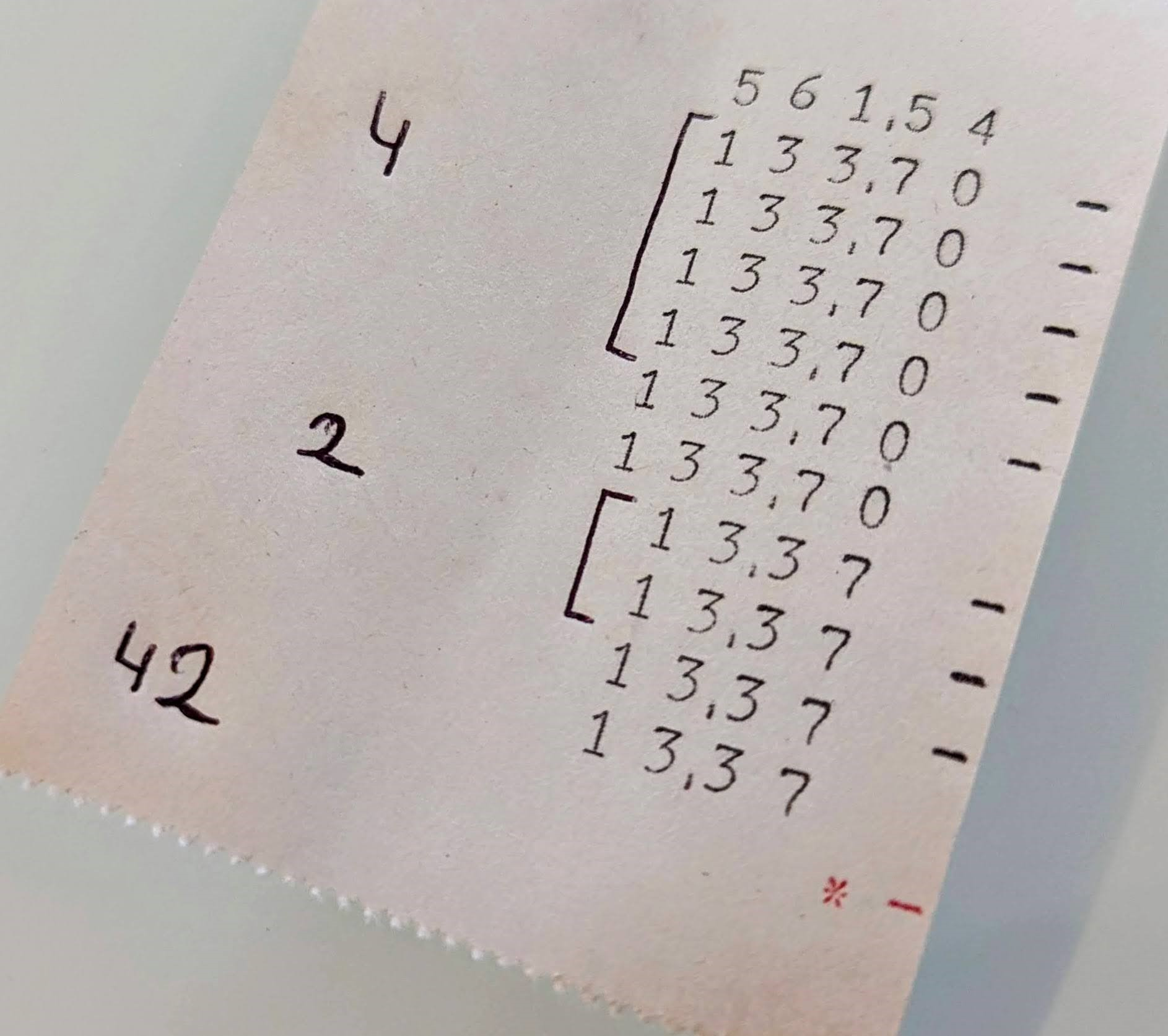
Un esempio di divisione 56154 per 1337
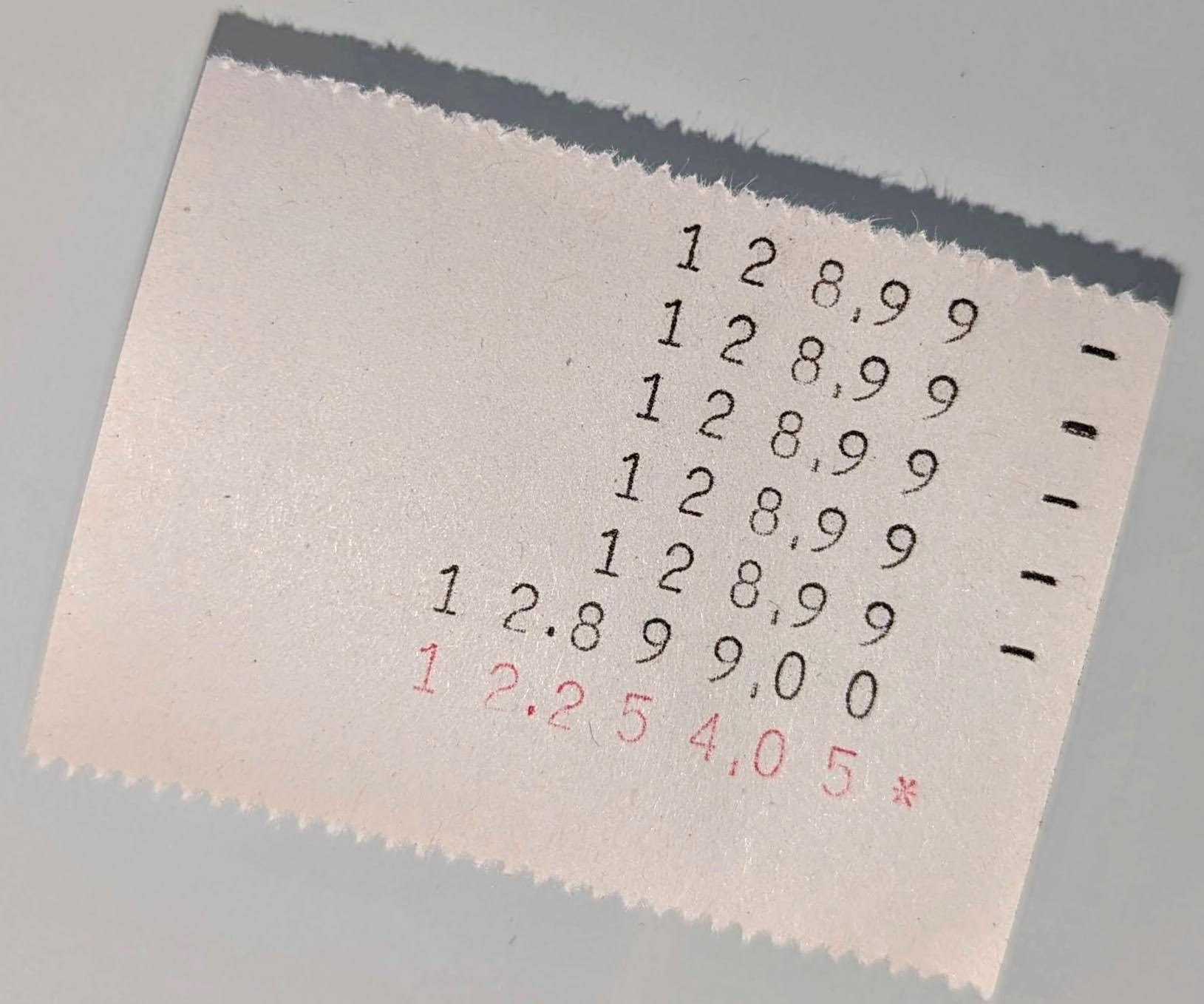
Un esempio di moltiplicazione abbreviata

## Varianti

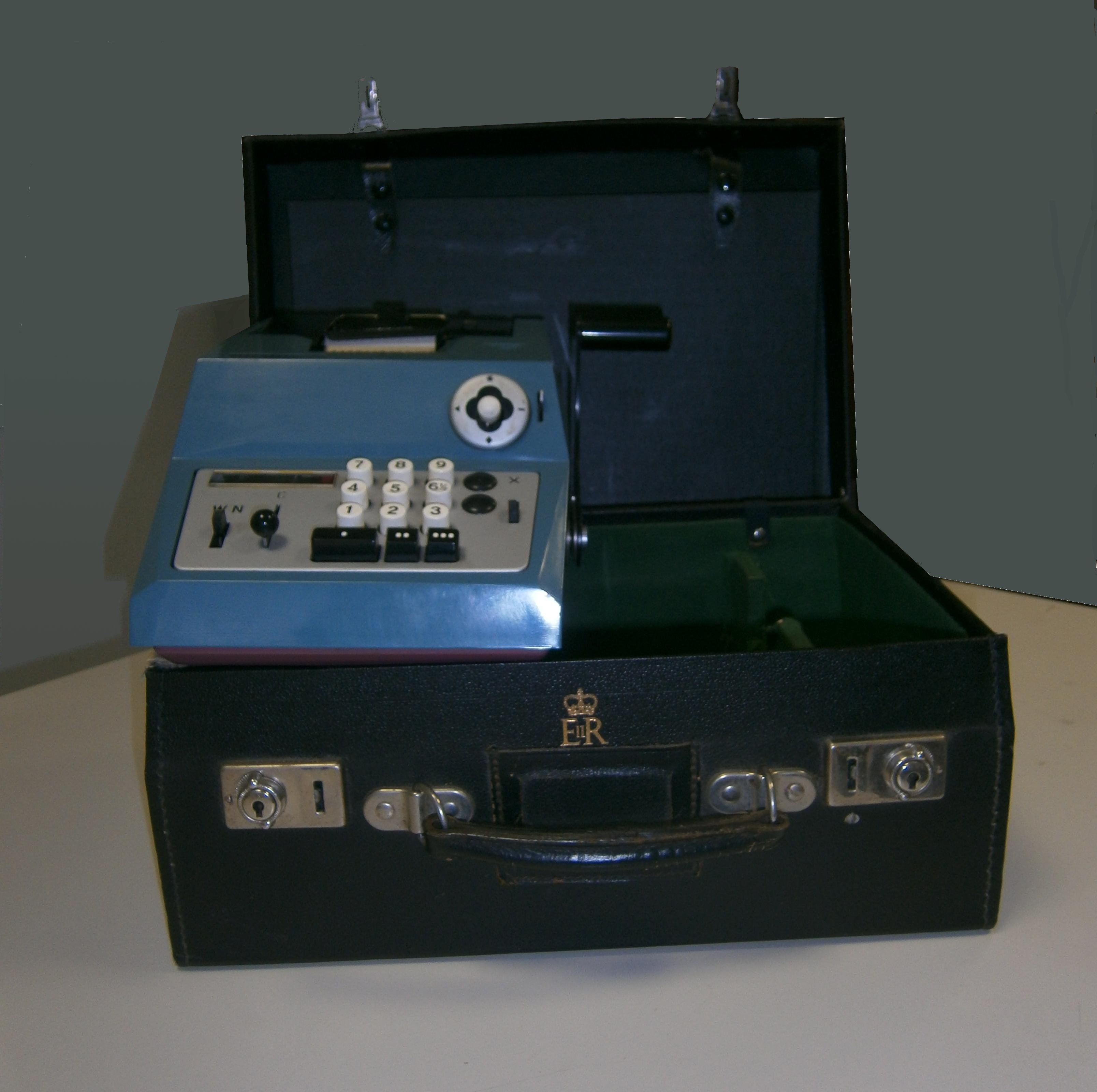
La versione inglese

La Summa Prima 20 fu, anche, prodotta in alcune versioni particolari: la Summa Prima 20 Sterlina per il mercato inglese, la Summa Prima 20 Sterlina per la Nuova Zelanda, e Summa Prima 20 oraria.